# ایستگاه مرکزی اسلو
ایستگاه مرکزی اسلو (نروژی: Oslo sentralstasjon) ایستگاه مرکزی راه‌آهن در شهر اسلو، نروژ است.
این ایستگاه که در سال ۱۹۸۷ میلادی تاسیس شده به راه‌آهن سراسری کشور نروژ و خطوط پرسرعت راه‌آهن متصل است.

## نگارخانه

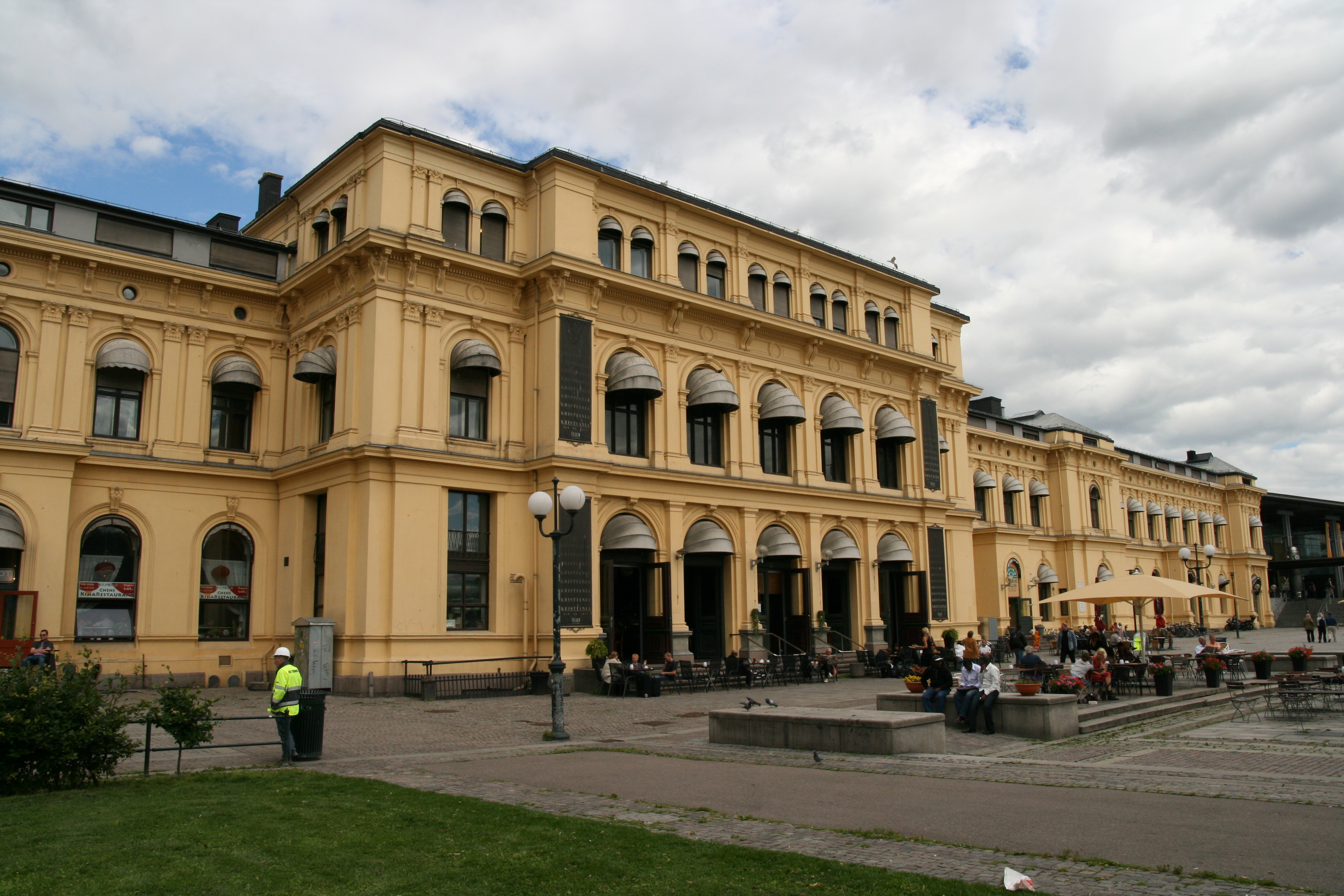
ساختمان قدیمی ایستگاه
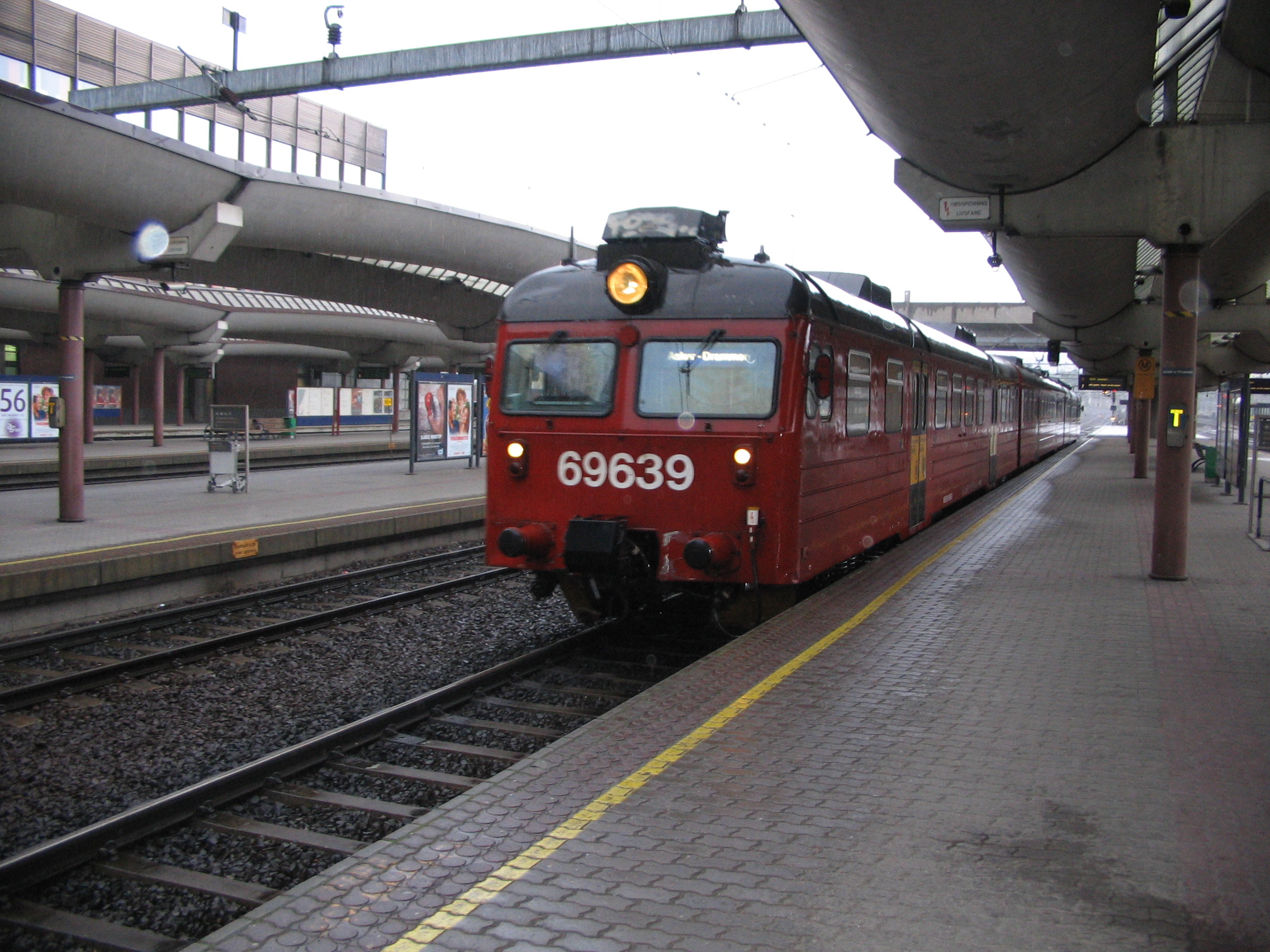
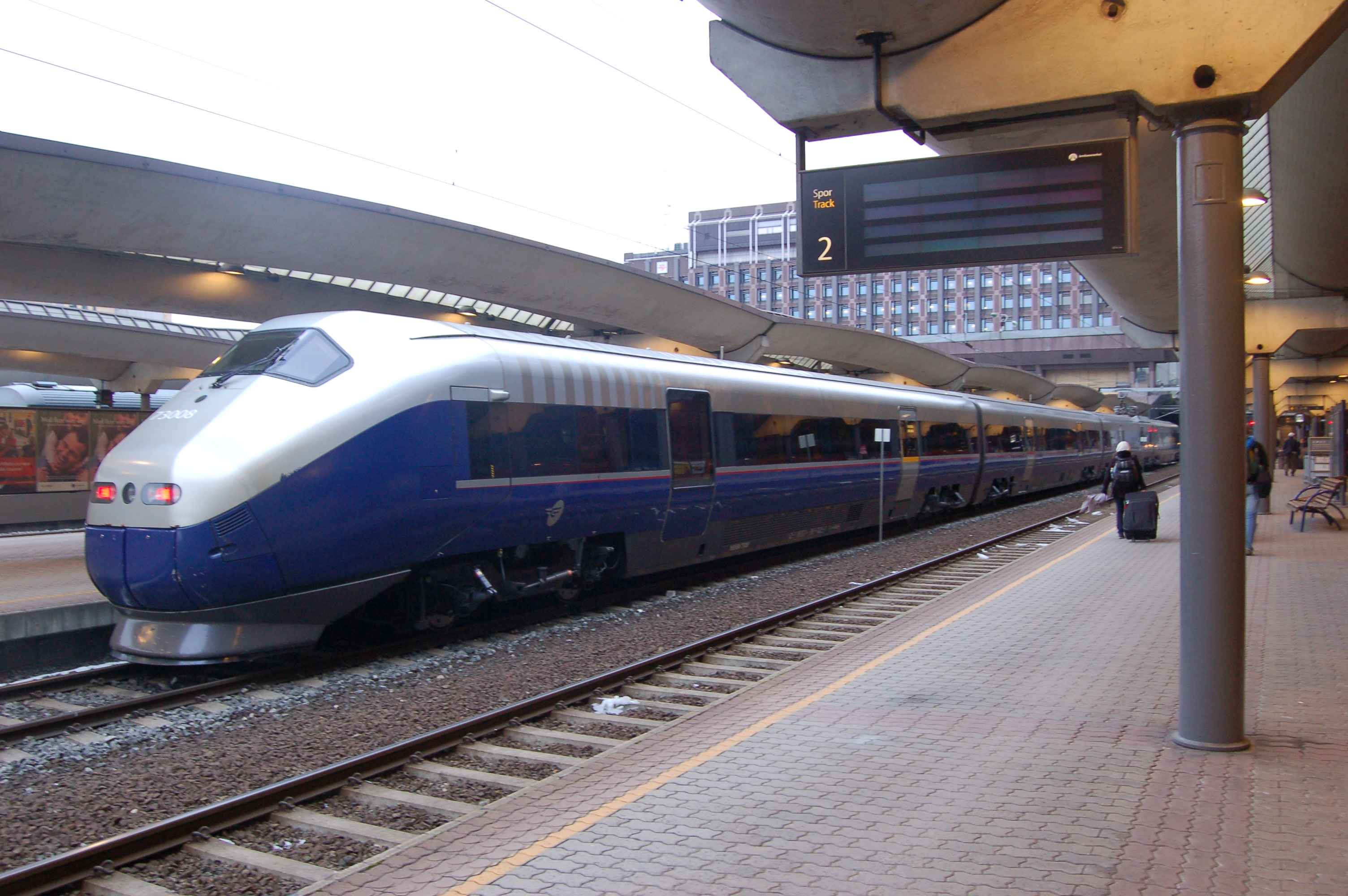
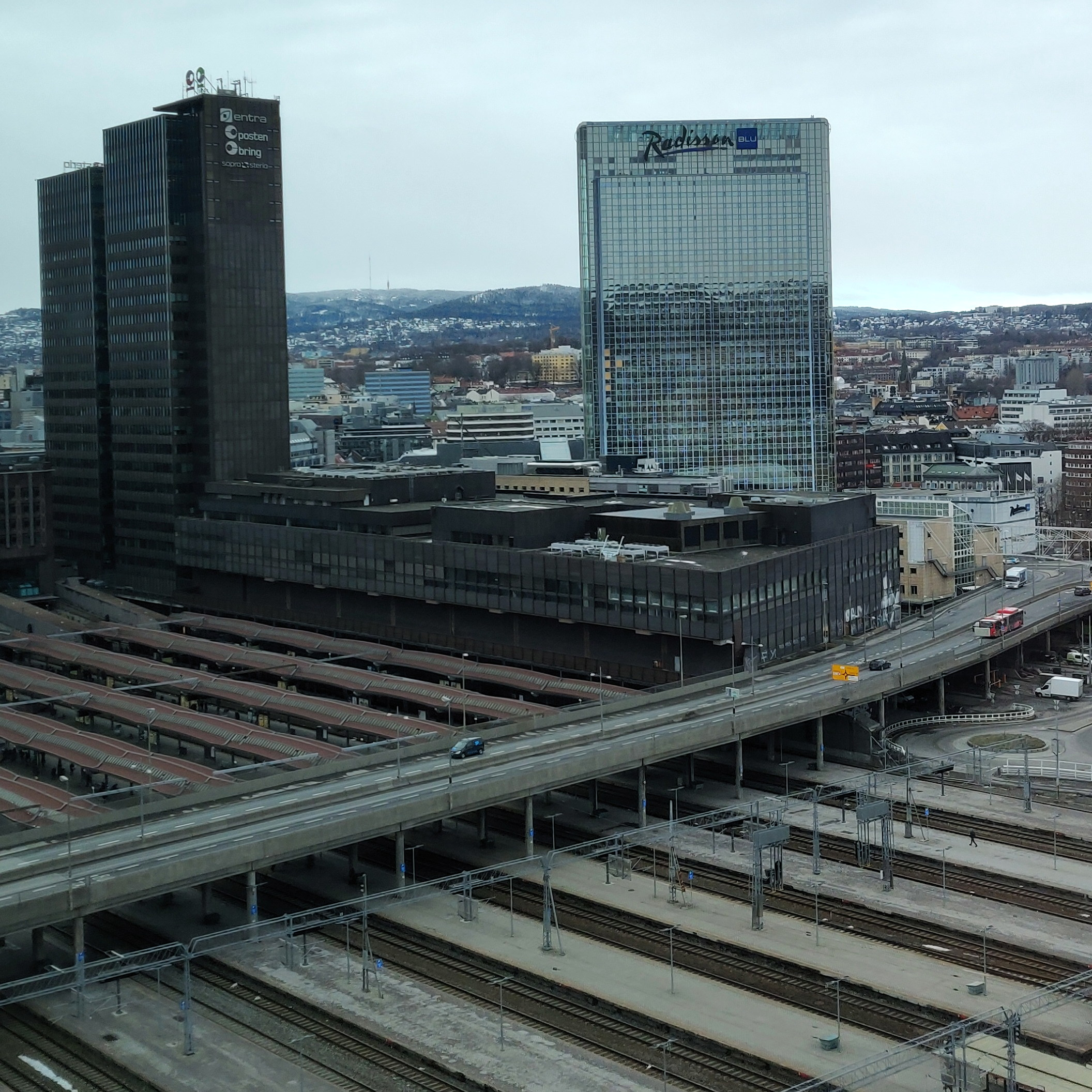